# Amtsgericht Kusel
Das Amtsgericht Kusel ist ein Gericht der ordentlichen Gerichtsbarkeit in Rheinland-Pfalz mit Sitz in Kusel.

## Gerichtssitz und -bezirk
Das Gericht hat seinen Sitz in Kusel im gleichnamigen Landkreis. Der Gerichtsbezirk umfasst die Verbandsgemeinden Kusel-Altenglan, Lauterecken-Wolfstein sowie die Gemeinden der ehemaligen Verbandsgemeinde Glan-Münchweiler. Im Gerichtsbezirk wohnen ca. 50.000 Menschen.
Direktor des Amtsgerichts ist Ralf Nagel.

## Gebäude
Das Gerichtsgebäude befindet sich in der Trierer Straße 71 in Kusel.

## Mitarbeiter
Gegenwärtig sind am Amtsgericht Kusel rund 34 Mitarbeiter beschäftigt, darunter
- 4 Richter
- 6 Rechtspfleger
- 3 Gerichtsvollzieher
- 19 Beamte sowie Justizbeschäftigte im mittleren und Schreibdienst
- 2 Wachtmeister

## Übergeordnete Gerichte
Dem Amtsgericht Kusel ist das Landgericht Kaiserslautern übergeordnet. Zuständiges Oberlandesgericht ist das Pfälzische Oberlandesgericht Zweibrücken.